# Матіас Галарса (парагвайський футболіст)
Матіас Галарса (ісп. Matías Galarza Fonda; нар. 11 лютого 2002, Асунсьйон, Парагвай) — парагвайський футболіст, півзахисник аргетинського клубу «Тальєрес» та національної збірної Парагваю.

## Клубна кар'єра
Уродженець Асунсьйона Матіас є вихованцем місцевого клубу «Олімпія» (Асунсьйон). 19 червня 2020 року він перейшов на правах оренди до бразильського клубу «Васко да Гама», в якому виступав за молодіжний склад.
3 березня 2021 року, дебютував в основі команди у матчі Ліги Каріока і став наймолодшим гравцем у віці 19 років, який грав за клуб «Васко да Гама» у 21 столітті. 24 березня забив свій перший гол у переможному матчі 3–1 проти «Макае».
20 травня 2021 року Галарса підписав постійний контракт з «Васко да Гама» до 2025 року.
4 квітня 2022 року на правах оренди Матіас перейшов до клубу «Куритиба».
З 2023 року також на правах оренди виступає за аргентинську команду «Тальєрес».

## Виступи за збірні
У 2019 році виступав за юнацьку збірну Парагваю U-17.
31 серпня 2022 року дебютував у складі національної збірної Парагваю в товариському матчі проти збірної команди Мексики, вийшовши на заміну на 61-й хвилині. Наразі за національну збірну провів вісім матчів в яких відзначився одним голом.